# Santuario dei Martiri

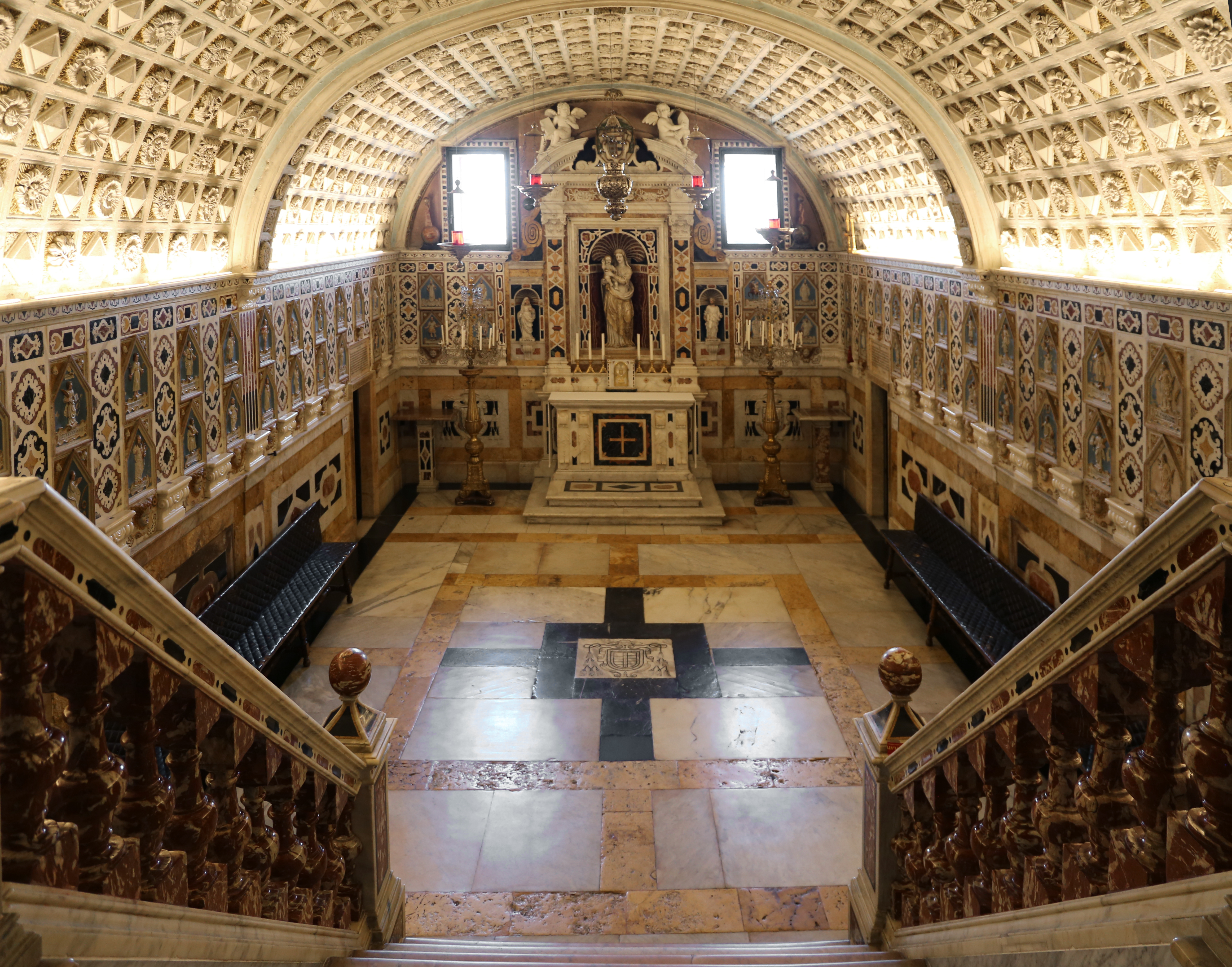
Santuario dei Martiri, sala centrale

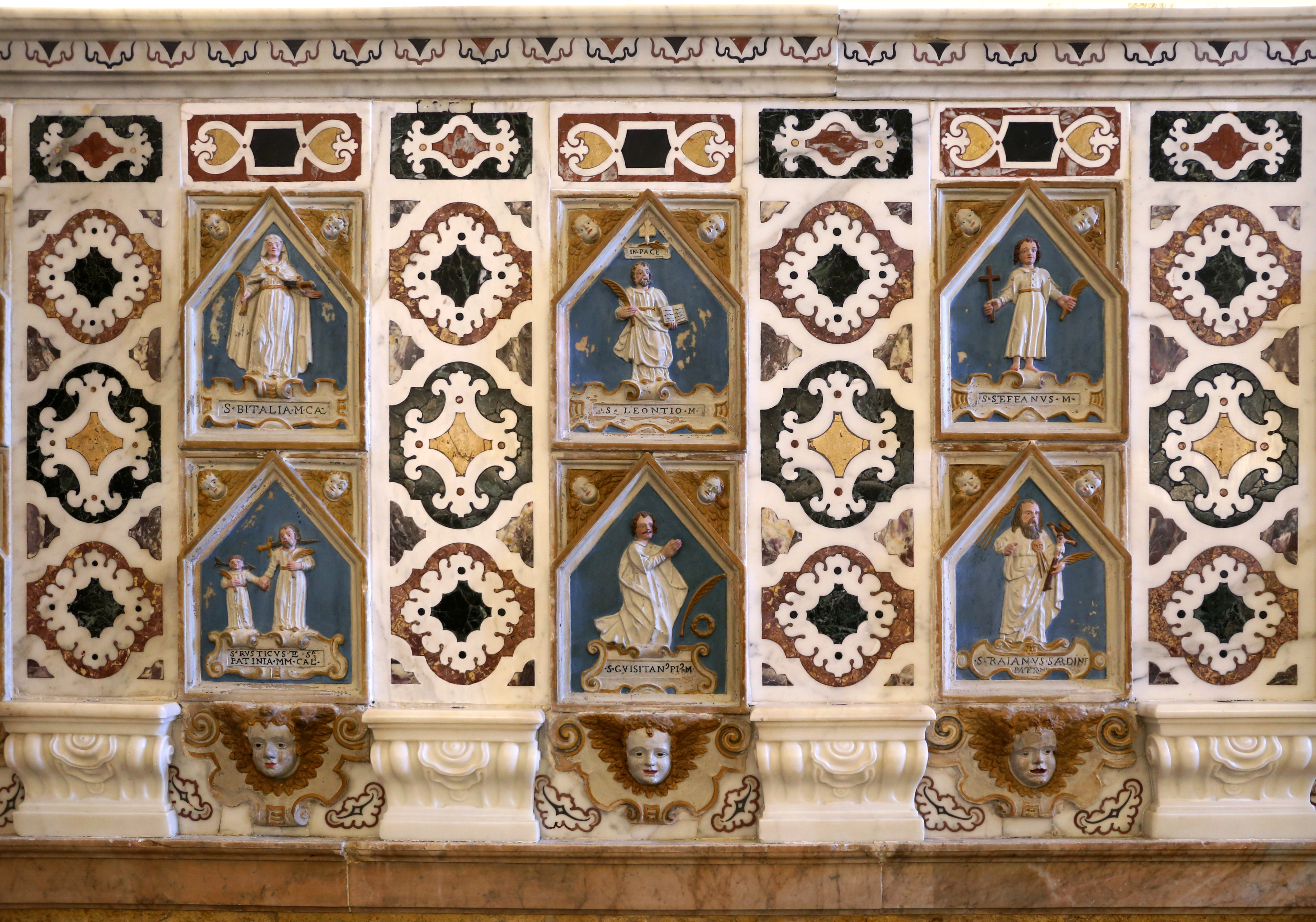
Alcune delle formelle marmoree dove sono scolpite le immagini dei presunti martiri

Entrando in questo magnifico Tempio non può far a meno che uno non sia compreso di spirito religioso, e di esclamare "Vere Domus Dei est hic, et porta Coeli!"»
(Giovanni Spano, Guida al Duomo di Cagliari)
Il santuario dei Martiri è la parte più rilevante, artisticamente e storicamente, della cripta della Cattedrale di Santa Maria a Cagliari. Nel santuario, interessante opera in cui sono riassunti elementi architettonici e artistici del Rinascimento, del barocco e del neoclassicismo, si trovano le reliquie di innumerevoli presunti martiri e i sepolcri di personaggi di Casa Savoia. 
Si accede al santuario dall'interno della cattedrale di Santa Maria, ubicata in piazza Palazzo, nel quartiere storico Castello.

## Storia
Il santuario dei Martiri è così chiamato perché al suo interno sono collocate 192 nicchie contenenti le reliquie dei martiri cagliaritani rinvenuti nel corso degli scavi, voluti dall'arcivescovo Francisco de Esquivel nel corso del XVII secolo, nei pressi della basilica di San Saturnino, del vicino complesso paleocristiano di San Lucifero e di altre chiese della città.
Il ritrovamento delle reliquie dei martiri determinò nel 1615 la ristrutturazione della chiesa per volontà dello stesso arcivescovo de Esquivel per accogliere le reliquie.
Il problema dell'autenticità delle reliquie, dichiarata in un periodo in cui il primato della Chiesa di Cagliari era conteso da quella di Sassari, non è stato ancora completamente chiarito.

## Descrizione

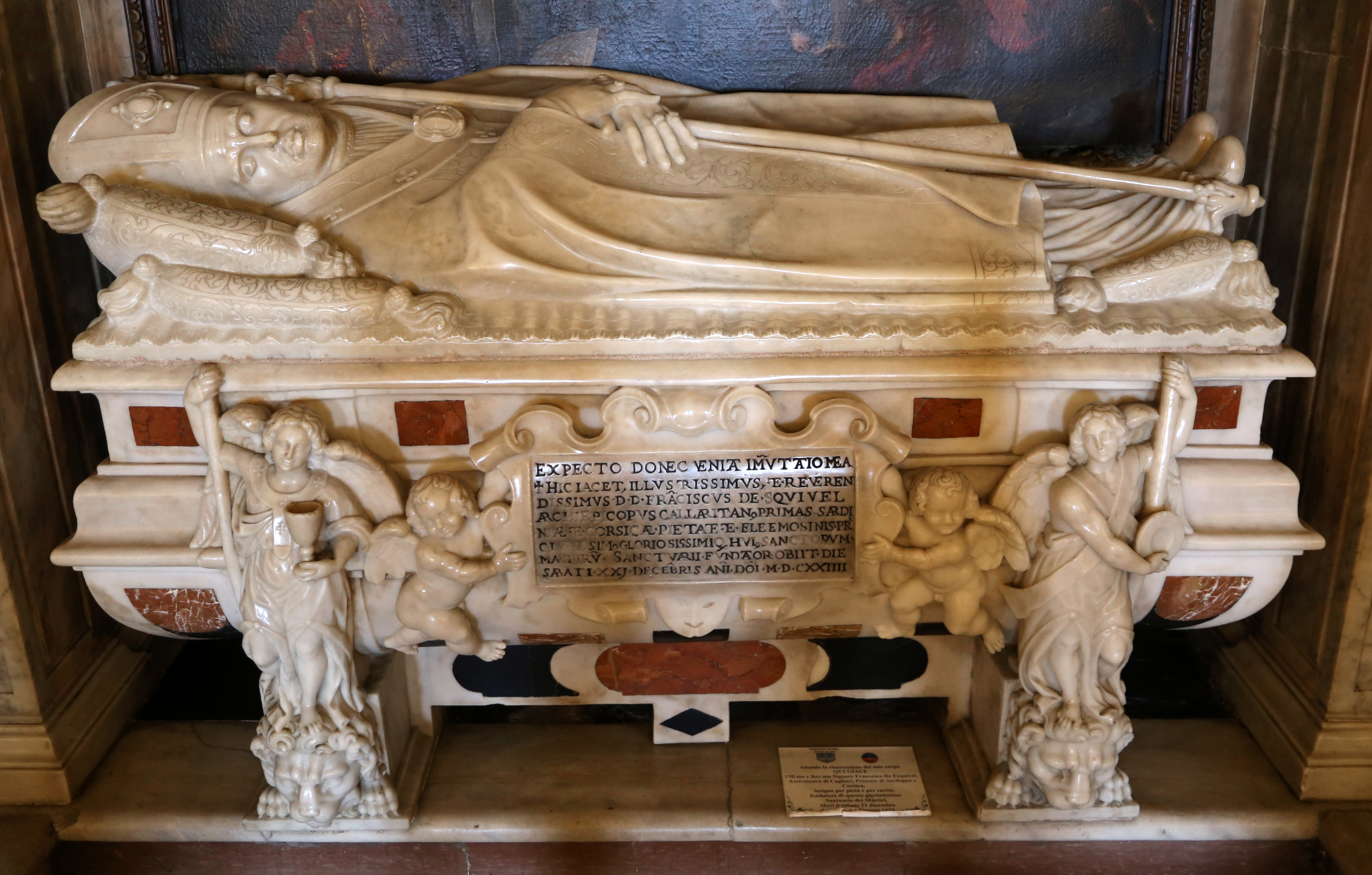
Sarcofago dell'arcivescovo de Esquivel, nel vestibolo del santuario

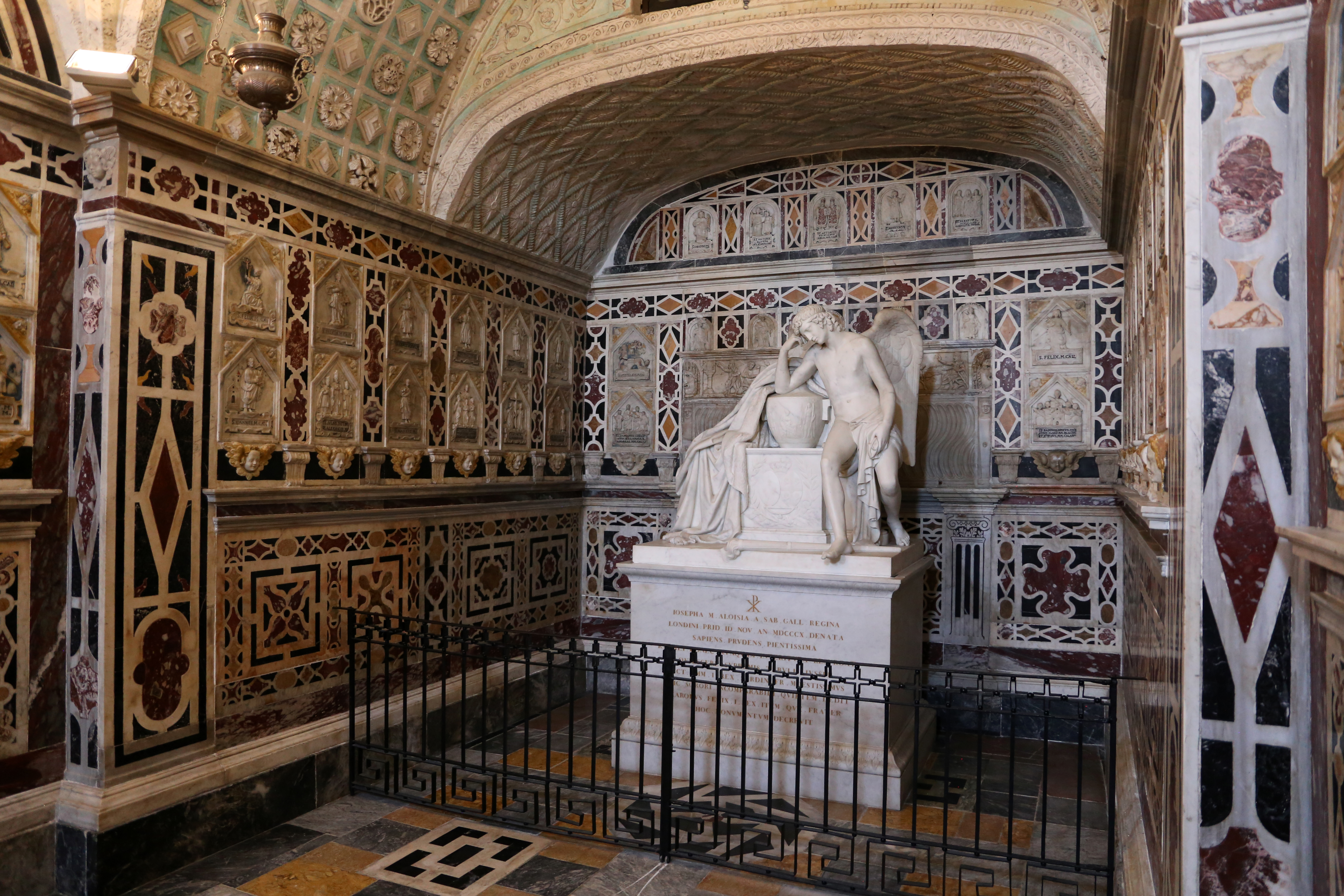
Cappella di San Lucifero e mausoleo di Giuseppina di Savoia

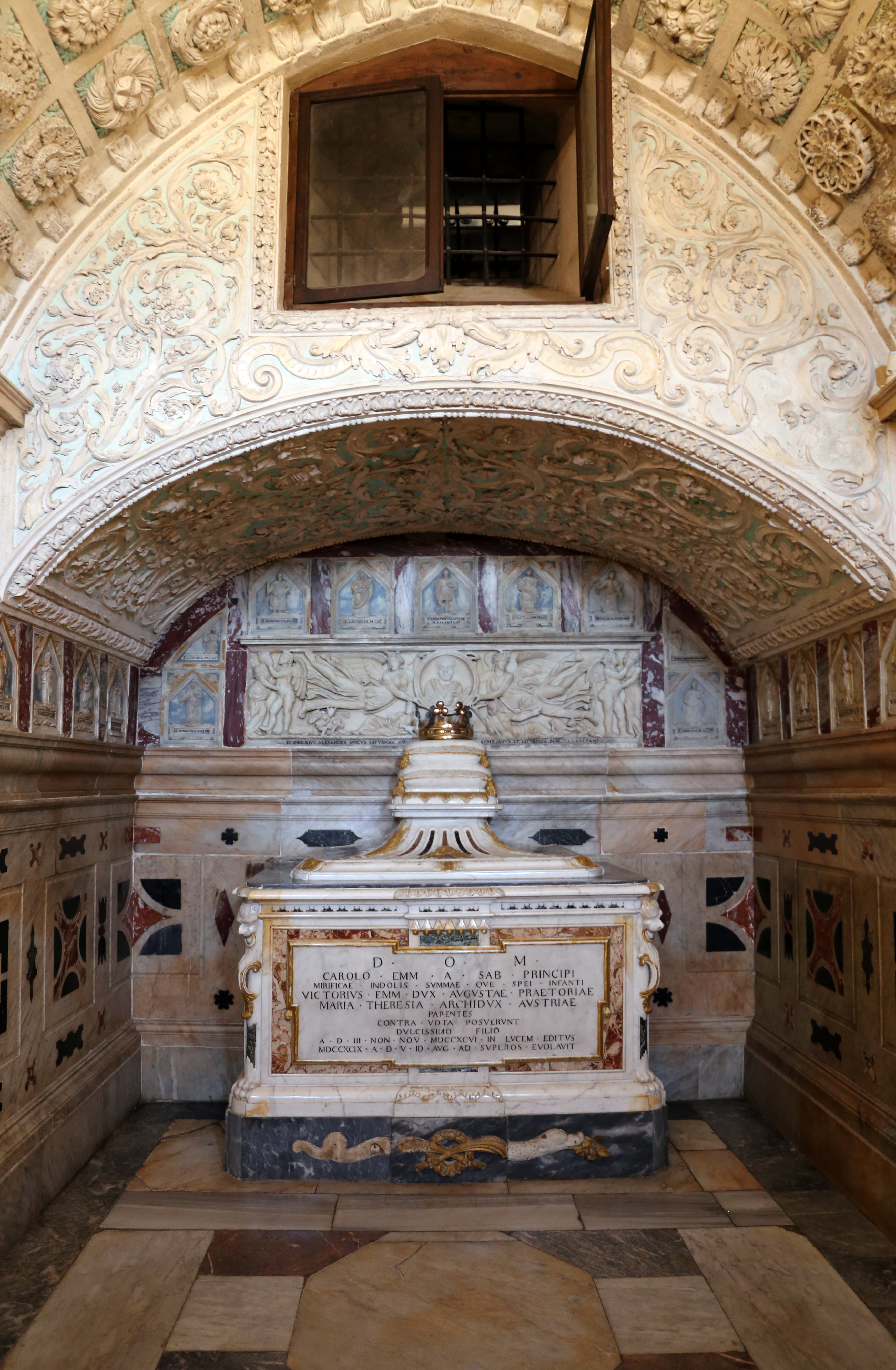
Sarcofago di Carlo Emanuele di Savoia nella cappella di San Saturnino

Il santuario, scavato nella roccia, ha volte a botte ribassate e decorazioni in stile barocco. Comprende l'area sottostante il presbiterio e il coro della cattedrale. Fu inaugurato il 27 novembre 1618.
Consta di una scala di accesso e di tre cappelle intercomunicanti tutte rivestite di marmo. Contiene complessivamente 179 nicchiette disposte nelle pareti delle tre cappelle
Sopra ogni nicchietta vi è una formella in marmo a bassorilievo del santo con il relativo nome ed i simboli del martirio. 
Le decorazioni scultoree furono cominciate da maestranze siciliane e portate a termine da Antonio Zelpi e da Montserrat Carena. Le volte nei tre ambienti sono decorate con 584 rosoni a fondo dorato, scolpiti nella viva roccia, con punte di diamante in rilievo; non vi è un rosone in tutto simile a un altro, ciascuno ha una forma diversa e unica.
Tra il 1995 e il 2000 sono stati eseguiti dei restauri che hanno interessato il pavimento e le pareti della cappella di San Lucifero e la sistemazione delle altre due cappelle.

### Vestibolo del santuario
Le due scale di marmo, attraverso le quali si scende nel Santuario, si ricongiungono in un pianerottolo al centro del quale vi è il sarcofago in marmo dell'arcivescovo Francisco de Esquivel realizzato da Antonio Zelpi ed un dipinto di scuola spagnola del XVII secolo raffigurante la Crocifissione su cui sono raffigurati lo stesso arcivescovo e i martiri cagliaritani.
Ai lati del sarcofago due lapidi ricordano l'erezione e la consacrazione dei Santuario avvenuta l'11 novembre 1618, e la traslazione delle reliquie, avvenuta il 27 novembre dello stesso anno.

### Cappella centrale o della Madonna dei Martiri
Vi sono sistemate 66 nicchie. 
L'altare marmoreo venne consacrato il giorno 11 novembre 1618 dall'arcivescovo de Esquivel. Sopra l'altare si trova una statua della Madonna col Bambino; ai lati San Giuseppe e Sant'Anna. 
Sopra le due porte laterali due lapidi ricordano le risposte di papa Paolo V e del re di Spagna Filippo III al ritrovamento delle reliquie.

### Cappella di San Lucifero
Vi sono sistemate 80 nicchie.

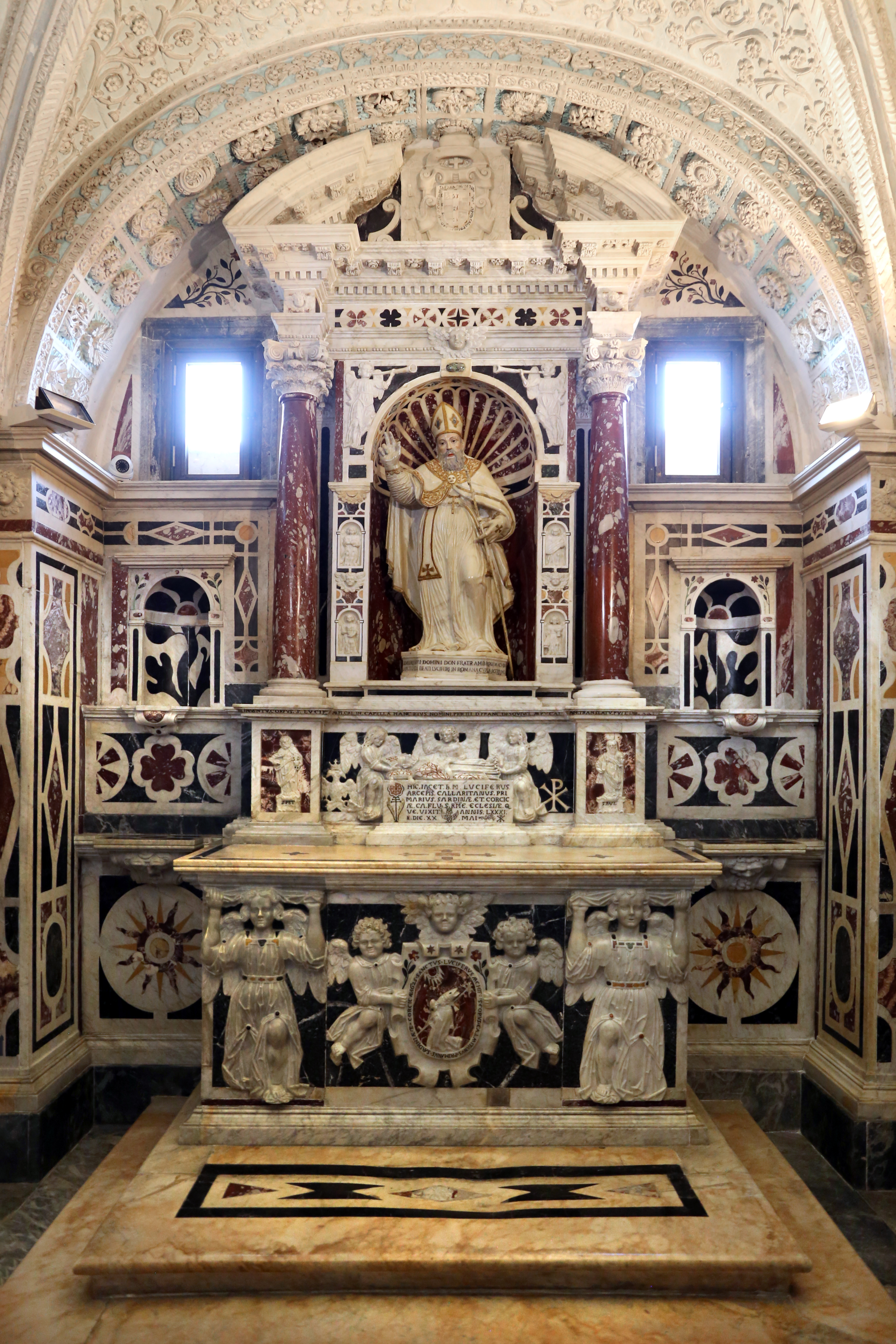
Cappella di San Lucifero

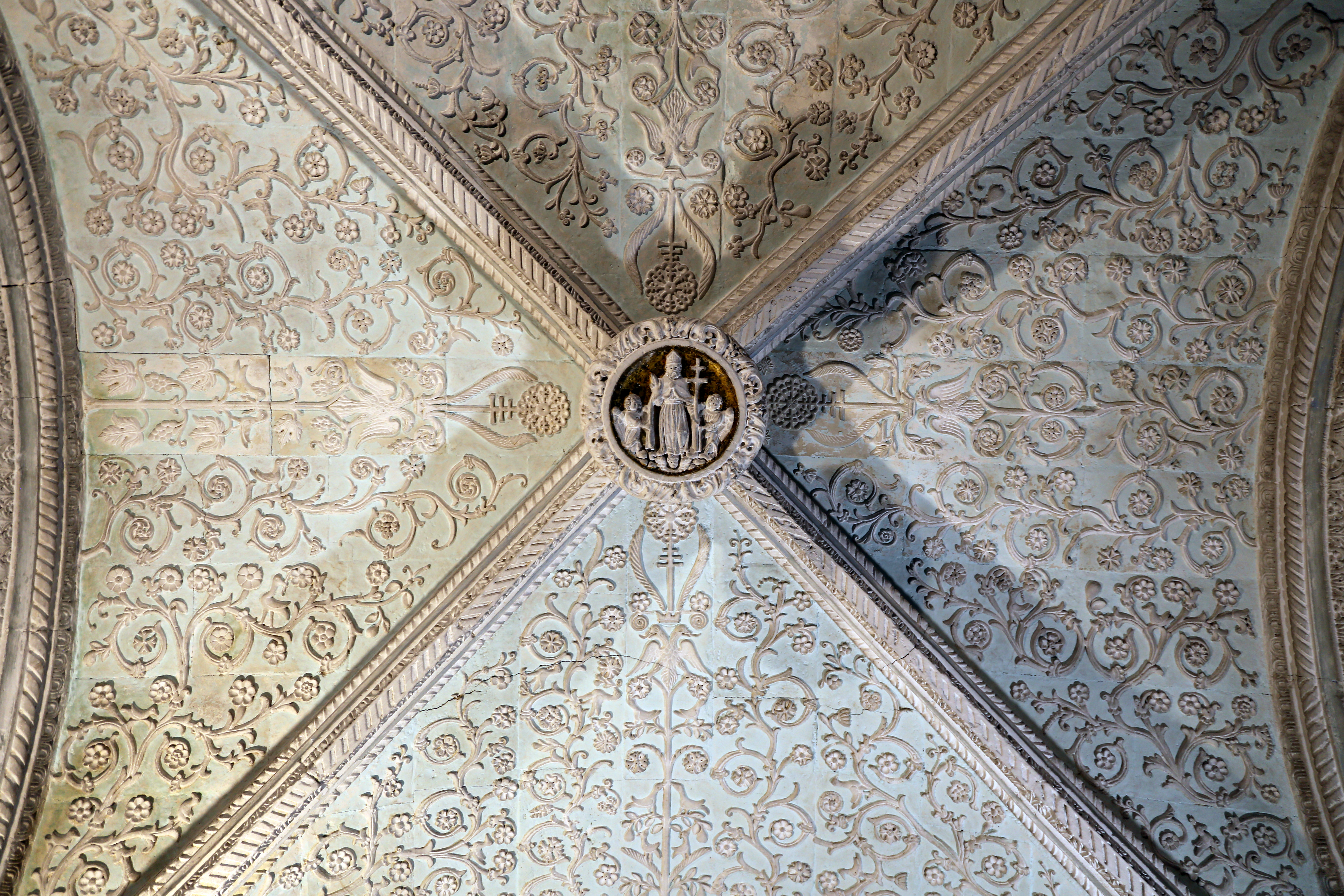
Volta della cappella

È dedicata a san Lucifero vescovo di Cagliari. Durante il concilio di Milano Lucifero insieme a sant'Eusebio si oppose alla condanna di san Atanasio di Alessandria  da parte dell'imperatore Costanzo II e dei vescovi arianeggianti e per questo venne esiliato.
Le ossa del santo, rinvenute il 21 giugno 1623 e traslate il 20 maggio 1626, sono poste sotto la mensa dell'altare; sopra l'altare è invece la sua statua, voluta dall'arcivescovo Ambrogio Machìn, successore di de Esquivel e sostenitore della sua santità nella sua opera Defensio Sanctitatis Beati Luciferi.
Sopra la porta di ingresso sono affisse l'iscrizione originale, che si trovò nella tomba del santo ed il pezzo triangolare di marmo rinvenuto sul petto del vescovo.
Nella cappella sono inoltre presenti un sarcofago di epoca romana contenente le ossa di sant'Antioco e il mausoleo in marmo bianco di Maria Giuseppina di Savoia, moglie di Luigi XVIII re di Francia, morta in esilio a Londra nel 1810 e traslata a Cagliari, in rispetto alla sua volontà, nel 1811, opera di Andrea Galassi (1830).

### Cappella di San Saturnino

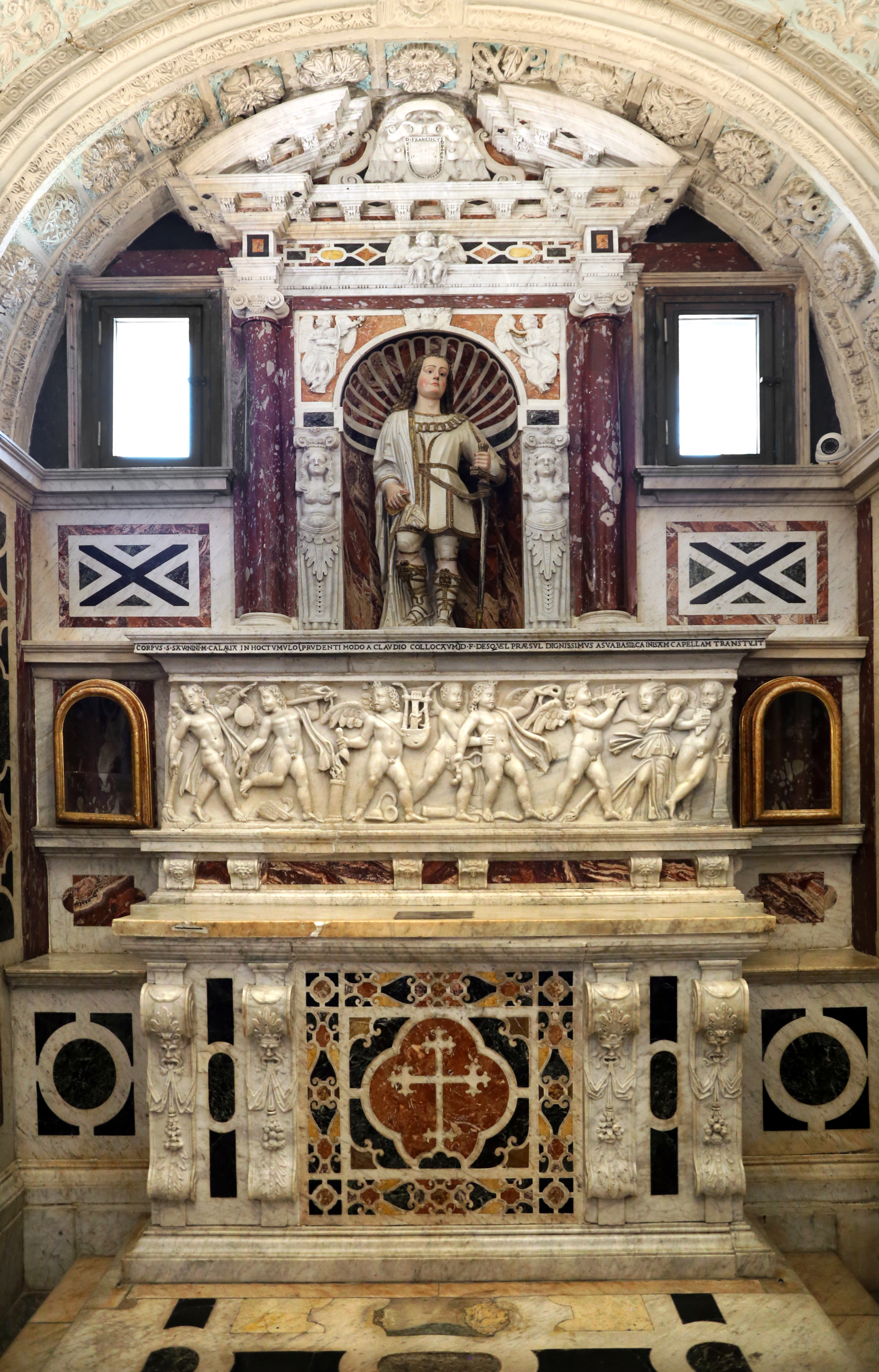
Cappella di San Saturnino

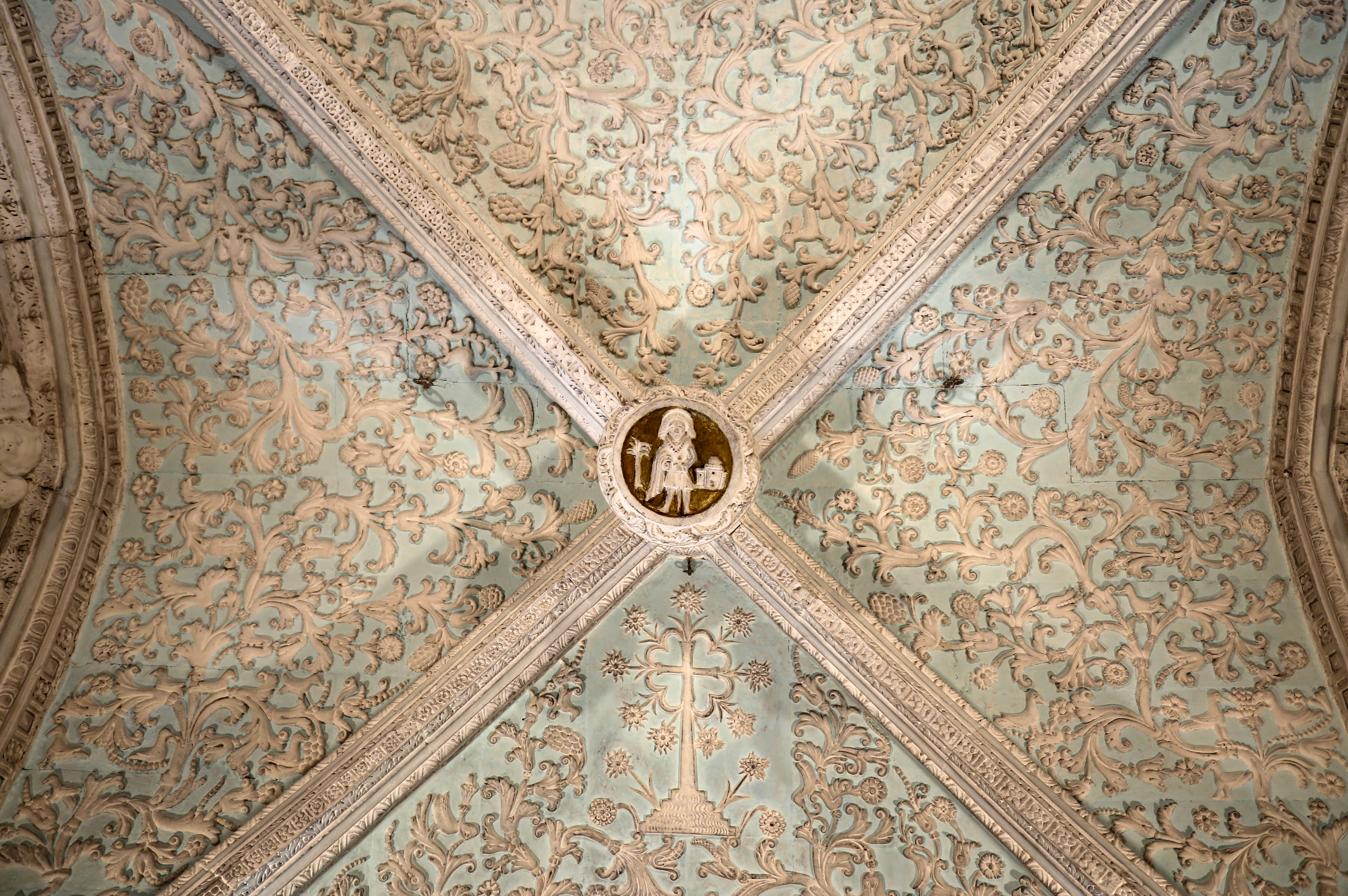
Volta della cappella

Nella cappella, più piccola delle altre due, sono poste 33 nicchie. La cappella, dedicata a san Saturnino, patrono della città di Cagliari, fu edificata verso il 1620.
Sopra l'altare, un sarcofago romano del II secolo (ritrovato nel 1621 nella basilica di San Saturnino) conserva le reliquie del santo. Al di sopra di esso, in una nicchia, è collocata la statua marmorea di san Saturnino.
All'incrocio dei costoloni nella volta la gemma anulare raffigura San Saturnino e la chiesa a lui dedicata, così come era nel XVII secolo.
Nella cappella sono presenti altri due sarcofagi di epoca romana: uno collocato sopra la porta di ingresso contiene reliquie di 10 santi, l'altro posto sulla parete dietro il monumento dedicato a Carlo Emanuele di Savoia contiene reliquie di 9 santi. 
Infine, in fondo alla cappella, vi è il mausoleo di Carlo Emanuele di Savoia (figlio del futuro re di Sardegna Vittorio Emmanuele I) morto di vaiolo all'età di due anni. 
Il monumento, realizzato nel 1799, è opera di Antonio Cano.
In alto, due lunette in marmo realizzate nei primi anni del Settecento raffigurano San Pietro e la Madonna del Carmine.